# MAHLE Powertrain
MAHLE Powertrain, tidigare Cosworth Technology, bildades då det brittiska motorsportföretaget Cosworth delades upp i två företag 1998.
Avdelningarna, utveckling, gjutteknik och produktion köptes då av Audi. I december 2004 såldes företaget sedan vidare till det stiftelseägda företaget Mahle och gavs senare namnet MAHLE Powertrain. Företagsnamnet ändrades 1 juli 2005.